# آه كانكوم (أسطورة)
آه كانكوم أو أكينكُم (بالإنجليزية: Ah Cancum)‏ إله الصيد في الديانة المايانية في أمريكا الوسطى والمكسيك، واحد من عدد من الآلهة التي تقوم بحماية الحيوان وأمور الصيد.